# Jules-Victor Daem
Jules-Victor Daem (Sint-Antelinks, 11 mei 1902 – Antwerpen, 23 april 1993) was een Belgisch rooms-katholiek geestelijke. Hij was van 1962 tot 1977 de 19de bisschop van Antwerpen.

## Levensloop
Daem studeerde aan het Sint-Jozef-Klein-Seminarie in Sint-Niklaas en het Bisschoppelijk Seminarie van Gent en aan de Katholieke Universiteit Leuven. Hij werd in 1927 te Gent tot priester gewijd en werd leraar klassieke talen aan het Onze-Lieve-Vrouwecollege (thans Bernarduscollege) te Oudenaarde en het Sint-Vincentiuscollege (thans College O.-L.-V.-ten-Doorn) te Eeklo, waar hij nadien superior werd (1941) en aan het seminarie te Sint-Niklaas (1944). Hij werd erekanunnik van het Sint-Baafskapittel te Gent (19 december 1946). In 1950 benoemden de Belgische bisschoppen hem tot secretaris-generaal van wat het Nationaal Secretariaat Katholiek Onderwijs ('de Guimardstraat') te Brussel zou worden. Van 1957 tot 1962 was hij er de directeur-generaal.
Op 5 april 1962 benoemde paus Johannes XXIII Daem tot bisschop van het nieuw opgerichte bisdom Antwerpen. Als wapenspreuk koos hij: 'Genade en vrede'. Op 17 mei 1962 was zijn bisschopswijding door kardinaal Leo Suenens. Tot 1977 zou hij bisschop van Antwerpen blijven. Paus Paulus VI benoemde hem in 1973 tot lid van de Congregatie voor het Katholiek Onderwijs.
Zijn lichaam werd bijgezet in de graftombe van de bisschoppen langs de noordkant van het hoogkoor in de Onze-Lieve-Vrouwekathedraal van Antwerpen.